# Bever-Neye-Kerspe-Rückenland
Das Bever-Neye-Kerspe-Rückenland ist eine naturräumliche Einheit mit der Nummer 338.131 und umfasst laut dem Handbuch der naturräumlichen Gliederung Deutschlands die Höhenzüge zwischen der Wippermulde (Ordnungsnummer 338.12) im Westen und der Wasserscheide zwischen den Flusssystemen der Wupper und der Ennepe (und damit letztlich der Ruhr) im Osten. Im Norden grenzt das Rückenland auf etwa der Linie Neuhückeswagen, Eckenhausen, Niederdahlhausen, Hönde, Altendorf und Schwenke an die Radevormwalder Hochfläche (Ordnungsnummer 338.130), mit der es zusammen die Wupper-Ennepe-Hochflächen (Ordnungsnummer 338.13) bildet. Südlich schließt sich das Wipperquellgebiet (Ordnungsnummer 338.3) an. Das Gebiet umfasst den Südrand des Radevormwalder Stadtgebiets, den Südosten von Hückeswagen, die Teile von Wipperfürth östlich der Wupper, den westlichen Rand von Halver und der Nordwestzipfel von Kierspe.
Das Rückenland ist von der Wupper/Ennepe-Wasserscheide im Osten zur Wupper im Westen hin geneigt und besteht aus 370 m hohen Rumpfriedeln mit mäßig eingeböschten, ca. 50 bis 70 m tiefen Tälern der Bever, Neye, Hönnige und Kerspe zwischen ihnen. Aufgrund der hohen Jahresniederschlagsmenge, der Wirkung der Wupper/Ennepe-Wasserscheide als Regenfänger und der günstigen Tälerstruktur des Geländes war das Rückenland für den Bau von Trinkwasser- und Brauchwassertalsperren sehr geeignet, so dass im frühen 20. Jahrhundert die Bevertalsperre, die Neyetalsperre, die Schevelinger Talsperre und die Kerspetalsperre errichtet wurden.
Die Gesteinsschichten im Westen gehören vorwiegend zu den aus Schiefer und Sandstein bestehenden Unteren Honseler Schichten, während im östlichen Hönnige- und Kerspegebiet unterdevonische Remscheider-, Rimmert- und Ebbeschichten vorherrschen. Das Rückgrat des Riedellands ist mit fast 400 m Höhe die von Nord-West nach Süd-Ost verlaufende Wupper/Ennepe-Wasserscheide, hinter der sich östlich die Halver-Lüdenscheider Hochflächen (Ordnungsnummer 3361.6) anschließen. Querrücken fallen vom gezackten Kamm in die Täler von Bever, Neye, Hönnige und Kerspe ab.
Das Rückenland besitzt eine agrarische Siedlungsstruktur mit zahlreichen einzelnen Hofschaften, die vor allem Grünlandwirtschaft betreiben. Die steileren Hanglagen sind oftmals bewaldet.